# Thelidium impressum
Thelidium impressum är en lavart som först beskrevs av Ernst Stizenberger och som fick sitt nu gällande namn av Georg Hermann Zschacke. 
Thelidium impressum ingår i släktet Thelidium och familjen Verrucariaceae. Inga underarter finns listade i Catalogue of Life.